# Benjamin Gutsche

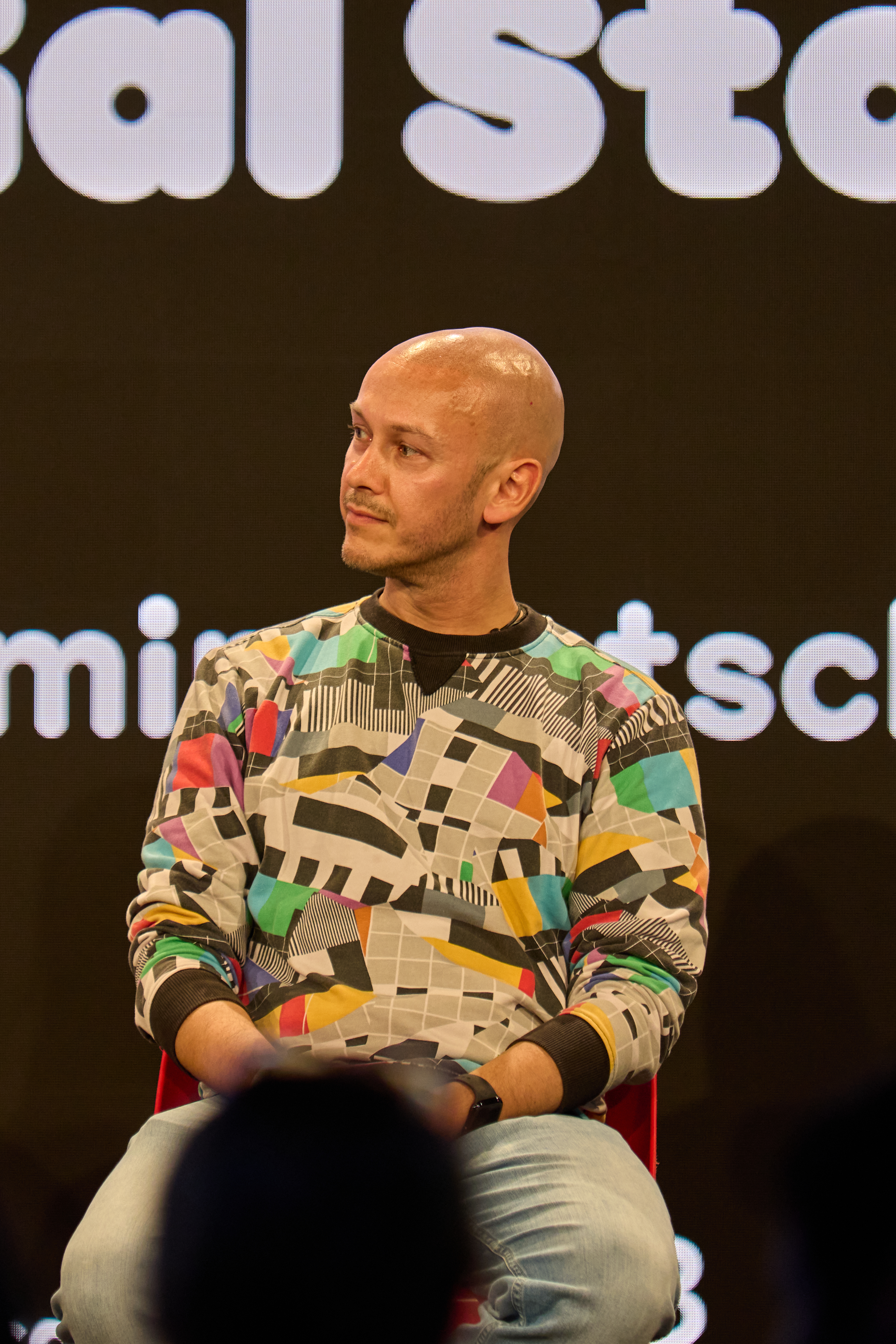
Benjamin Gutsche, 2025

Benjamin Gutsche (* 10. November 1985 in Luckenwalde, DDR) ist ein deutscher Regisseur und Drehbuchautor.

## Leben
Gutsche wuchs im brandenburgischen Luckenwalde auf und besuchte bis zum Abitur 2005 das dortige Friedrich-Gymnasium. Er leistete seinen Zivildienst als Hausmeister in einem Seniorenheim. Anschließend zog er nach Berlin, wo er bis heute lebt.
Neben der Serie Arthurs Gesetz, bei der er 2018 u. a. mit Jan-Josef Liefers und Nora Tschirner zusammenarbeitete, erhielt Gutsche medial eine weitreichende Aufmerksamkeit durch die ARD-Serie All You Need, bei der er auch eigene Erfahrungen aus der queeren Gemeinschaft verarbeitete. Die Dramedy-Serie, die als die erste schwule Serie im öffentlich-rechtlichen Fernsehen in Deutschland gilt, wurde von ihm sowohl geschrieben als auch inszeniert und behandelt Themen wie Onlinedating, Fetisch, Vorurteile und Rassismus.  2021 wurde er hiefür für den New Faces Award nominiert und war zu Gast in der NDR Talk Show.
Im Februar 2025 erschien seine Science-Fiction-Dystopie Cassandra auf Netflix über ein Smart Home der 1970er-Jahre, das sich gegen seine Bewohner richtet. Nach einer Woche rangierte die Serie auf Platz 1 der weltweiten Serien-Charts von Netflix. Nach drei Wochen kam die Serie bereits auf ein Gesamtpublikum von 21,8 Mio. Zuschauern, was den internationalen Erfolg der 2. Staffel von Die Kaiserin übertraf, der bis dahin erfolgreichsten deutschen Netflixproduktion. Im ersten Halbjahr 2025 verzeichnete die Serie 39,3 Millionen Views auf Netflix.

## Filmografie (Auswahl)

### Serien
- 2013: Lerchenberg
- 2015: Armans Geheimnis
- 2018: Arthurs Gesetz
- 2019–2022: All You Need (Staffel 1 & 2)
- 2023: Meme Girls
- 2025: Cassandra (Fernsehserie)

### Filme
- 2010: Der Antrag
- 2011: Tatort – Der Weg ins Paradies (Fernsehreihe)
- 2015: Als Mama schlief
- 2016: Zombriella